# Noi Ragazzi (magazine)
Le magazine Noi Ragazzi: Avventure di ieri, di oggi, di domani a été fondé le 4 janvier 1948. Les auteurs et rédacteurs sont les mêmes que pour Il Moschettiere et Il Pioniere dei Ragazzi.

## Histoire de la publication
Noi Ragazzi : Avventure di ieri, di oggi, di domani a commencé à être publié le 4 janvier 1948 sur une base hebdomadaire. Après 134 numéros la publication de la revue s’est achevée le 6 août 1950. Contrairement à Il Moschettiere et Il Pioniere dei Ragazzi, le magazine était financé à 50% par des particuliers et à 50% par l'UDI (Unione Donne Italiane),.
Avec ce magazine, le PCI (Partito Comunista Italiano) - dans la période d'après-guerre - a commencé à publier des ouvrages destinés à un public adolescent. Ce magazine, en termes de mise en page et de format éditoriale, poursuit l'expérience de Il Moschettiere et Il Pioniere dei Ragazzi: avventure di ieri di oggi di domani. Le rédacteur en chef était Angelo Taliaco,.
Le magazine s'est largement inspiré, dans sa mise en page, de l'expérience de l'hebdomadaire français pour la jeunesse Vaillant, qui a ensuite pris le nom de Pif Gadget. La revue avait des rubriques régulières telles que Il Calendario del Nonno; La Botte di Diogene; Tra di Noi, ainsi que des jeux, des curiosités et des bandes dessinées d'aventure de production italienne et étrangère (en grande partie française, provenant du périodique Vaillant).
Noi Ragazzi est considéré comme le "précurseur" de Pioniere, car après la fermeture du journal en août 1950, l'hebdomadaire des Pionniers italiens Il Pioniere a vu le jour en septembre.
Le journal était imprimé à Rome, Via Arenula 53, siège provincial romain de l'Union des femmes italiennes (Unione Donne Italiane, UDI); son rédacteur en chef était Angelo Taliaco, le même que le rédacteur en chef des périodiques Il Moschettiere et Il Pioniere dei Ragazzi,.
Dans le dernier numéro, le 32 de 1950, à la page 3, il y a un article intitulé "Commiato" (Adieu), signé par Ceralacca et Spazzolina, dont l'incipit est "Chers amis, ceci est notre dernière lettre". Après sa fermeture, il Pioniere a été fondé.
Le Comité de Recherche de l'Association des Pionniers (Comitato Ricerca Associazione Pionieri, CRAP) a contribué à la recherche et à la valorisation de tous les documents décrits ici.

## Auteurs
Parmi les auteurs et les illustrateurs figurent les Français Raymond Poïvet, Roger Lécureux, Luciana Peverelli, Gaspare de Fiore, Enrico De Seta, Guido Grilli, Mario Pompei.
Une liste de tous les auteurs et illustrateurs de chaque numéro du magazine au cours de ses trois années de publication est disponible sur la page d'accueil du site Noi Ragazzi.